# Kupuri
A Kupuri (oroszul: Купури) folyó Oroszország ázsiai részén, a Zeja felső szakaszának bal oldali mellékfolyója.

## Földrajz
Hossza: 162 km, vízgyűjtő területe: 4620 km².
A Dzsugdir-hegység nyugati lejtőjén ered és hegyes vidéken, dél-délnyugat felé folyik,. A Felső-Zeja-síkságra kiérve ömlik a Zejába. 
Jelentősebb bal oldali mellékfolyója a Lucsa (117 km).